# 瀬名雪未
瀬名 雪未（せな ゆきみ 1998年12月19日 - ）は、日本のモデル、イベントコンパニオン、元HKT48のメンバー。

## 略歴・人物
趣味はモータースポーツ観戦、お菓子作り、ボルダリング、ポールダンス、ドライブ。特技は資格の取得と、愛車のレストア。
2024年からはアナウンサー、MCにも挑戦を開始し、YouTubeでは「MOTOR STATION TV」のアナウンサーを務め、各種イベント会場では「MC」としての活動を開始した。

## 活動

### レースクイーン
- スーパー耐久  WITH ME Racing マル耐
- Fanatec GT World Challenge Asia  BB girls

### イメージガール
- Yahoo!グラビア天気予報(2009年)
- 相島観光大使
- takusuta 公式アンバサダー(2011年 - 2013年)
- Dior Beauty ステラーシャイン（2017年6月）
- チャレンジ女子アナ8期生（2023年 - 2024年）
- コカレロガール（2022年 - 2024年）
- ビーチ雪合戦イメージガール（2018年）
- BODIX（2024年2月 - ）
- チャレンジ女子アナ8期生

### 受賞
- ミスヤングマガジンファイナリスト(2011年)
- ミスユニバース佐賀代表
- 美少女甲子園準グランプリ[4]。

### テレビ番組
- ピカルの定理 　渡辺直美バックダンサー
- 24時間テレビ　愛は地球を救う（2018年8月26日、日本テレビ）
- 中居正広の金曜日のスマイルたちへ　再現VTR
- ばりすご☆ボイガー7　準レギュラー
- めんたいワイド　隔週レポーター
- ドォーモ　KBCテレビサポートリポーター

### CM
- 博多通りもん　ボイスドラマバージョン
- 博多駅マイング　キャンペーンガール
- ルミエール　ルミ役
- ビブレ　決算セール
- マイナビバイト　小森純とレストランアルバイト編
- マイナビバイト　白石麻衣と美容室アルバイト編

### 雑誌
- ヤングマガジン  ミスヤングマガジン
- ヤングマガジン  裏表紙
- 姉ageha  隔月モデル
- mer  旅行特集イメージモデル、merフェスイメージモデル
- 街旅！新宮

### イベントコンパニオン
2023年
- Women's Run New balanceガールズ
- BMW Japan 日比谷ミッドタウン　BMW in Hibiya Welcome to forwardism
- Audi 羽田空港車両展示会
- SONIC MANIA コカレロブース
- SUMMER SONIC コカレロブース
- 春風フェス コカレロブース
- ULTRA JAPAN コカレロブース
- ネプコンEXPO ヤマハ発動機ブース
- インターロップ  HUAWEIブース

2024年
- 東京オートサロン BMW Japanブース
- 東京モーターショー BMW Motorradブース
- F1 Tokyo Festival ステージアシスタント
- Ferrari night ステージアシスタント
- BMWアワード ステージアシスタント
- IT WEEK OLYMPUSブース